# Exmatrikulation

Streichungen im Matrikelbuch der Freien Universität Berlin von 1948

Die Exmatrikulation ist die Streichung aus der Liste der Studenten (Matrikel) beim Verlassen der Hochschule.
An vielen Hochschulen erfolgt die Exmatrikulation automatisch zum Ende des Semesters, in welchem die letzte Prüfung erfolgreich abgeschlossen wurde und das Studium als beendet gilt. Studenten, die ihre Hochschule vorzeitig verlassen wollen, beantragen  im Studierendensekretariat die Exmatrikulation während der Rückmeldefristen der Hochschule.
Sie kann auch – in Form einer Zwangsexmatrikulation – ohne Antrag der Betroffenen stattfinden, wenn
- die Studenten sich nicht ordnungsgemäß rückgemeldet haben
- erforderliche Beiträge nicht gezahlt sind, z. B.  Studiengebühren oder der  Semesterbeitrag[1]
- eine für die Fortsetzung des Studiums erforderliche Studien- oder Prüfungsleistung endgültig nicht erbracht wurde
- innerhalb von zwei Jahren kein in einer Prüfungs- oder Studienordnung vorgesehener Leistungsnachweis erbracht wird (dies gilt nicht in allen Bundesländern)
- Gewalt gegen andere Hochschulmitglieder oder Organe angewendet oder angedroht wird oder Veranstaltungen der Hochschule wiederholt behindert werden.
- die Versicherungsbescheinigung aus eigenem Verschulden nicht eingereicht wird. Das kann passieren, wenn ein halbes Jahr keine Versicherungsgebühren gezahlt wurden und die Krankenversicherung ihrer Meldeverordnung nachkommt. Man erhält ohne Vorwarnung einen Brief und ist mit Erreichen dieses Briefes exmatrikuliert. Die einzige Chance besteht darin, innerhalb von 10 Tagen eine Versicherungsbescheinigung nachzureichen.

In der Vergangenheit und Gegenwart wurden und werden häufig Studenten in totalitären und gelegentlich auch in demokratischen Staaten aus politischen Motiven exmatrikuliert.
Die einzelnen Details dieser Regelungen können sich jedoch je nach Bundesland unterscheiden. In der Regel finden sich in jedem Hochschulgesetz gebundene Entscheidungen (es muss beim Vorliegen der Voraussetzungen exmatrikuliert werden) oder Ermessensentscheidungen (es kann exmatrikuliert werden, wenn es unter den Voraussetzungen verhältnismäßig ist).

## Deutsche Regelungen

### Berlin
Das Berliner Hochschulgesetz vom 26. Juli 2011 sieht in § 15 vor, dass eine Exmatrikulation erfolgen kann (Ermessen), wenn keine fristgerechte Rückmeldung erfolgt oder das Studium trotz Aufforderung nicht unverzüglich aufgenommen wurde. Die Berliner Hochschulen müssen exmatrikulieren, wenn der oder die Studierende das Studium in keinem Studiengang fortführen dürfen, Gebühren oder Beiträge trotz schriftlicher Mahnung nicht entrichtet wurden oder die Abschlussprüfung bestanden oder endgültig nicht bestanden und kein weiteres Studienziel durch Immatrikulation nachgewiesen wurde. 
Eine Exmatrikulation durch Antrag der oder des Studierenden sieht das Berliner Hochschulgesetz nicht vor. 

### Bremen
Das Recht der Exmatrikulation sieht § 42 Bremer Hochschulgesetz vom 9. Juli 2007 vor. 
Die Exmatrikulation erfolgt sofort auf Antrag des oder der Studierenden. Eine Exmatrikulation ohne Antrag erfolgt auch (zwingend), wenn der oder die Studierende sich nicht ordnungsgemäß nach Mahnung und Androhung der Exmatrikulation zurückgemeldet hat. 
Regelmäßig muss die Hochschule auch exmatrikulieren, wenn in besonders schwerwiegender Weise oder mehrfach bei Prüfungen getäuscht oder Gewalt, Drohungen oder sexuelle Belästigungen gegenüber anderen Hochschulangehörigen ausgeübt oder jeweils dazu angestiftet wird. Eine Exmatrikulation soll auch erfolgen, wenn der oder die Studierende mindestens dreimal vorwerfbar Anordnungen auf der Grundlage des Hausrechts zuwidergehandelt hat. Hier kann die Hochschule, wenn sie einen atypischen Fall identifiziert, von der Exmatrikulation absehen. 

### Niedersachsen
In Niedersachsen regelt § 19 Abs. 6 des Hochschulgesetzes die Exmatrikulation.
Eine Exmatrikulation erfolgt zwingend, wenn die oder der Studierende sich zum Ende des Semesters nach Mahnung und Androhung der Exmatrikulation nicht zurückmeldet oder das für die vorläufige Zugangsberechtigung erforderliche Zeugnis nicht rechtzeitig vorlegt. 
Die Exmatrikulation kann (Ermessen) erfolgen auf Antrag der oder des Studierenden oder wenn die Abschlussprüfung bestanden oder endgültig nicht bestanden wurde oder bei einer Zulassungsbeschränkung der Zulassungsbescheid unanfechtbar aufgehoben wurde, jeweils nur dann, wenn der oder die Studierende in keinem anderen Studiengang eingeschrieben ist. 
Die Exmatrikulation kann (Ermessen) auch erfolgen, wenn Umstände eintreten oder bekannt werden, der die Ablehnung der Einschreibung gerechtfertigt hätte. Gründe (abschließend) sind: 1. Die Verfahrensvorschriften sind nicht eingehalten worden, oder 2. [d]ie oder der Studierende leidet an einer Krankheit nach § 34 des Infektionsschutzgesetzes oder hat bei Verdacht einer solchen Krankheit kein gefordertes amtsärztliches Zeugnis beigebracht, oder 3. die oder der Studierende wurde wegen einer Straftat gegen das Leben, die sexuelle Selbstbestimmung, die körperliche Unversehrtheit oder die persönliche Freiheit rechtskräftig verurteilt,  ohne dass die Tat oder die Verurteilung einem Verwertungsverbot unterfällt, und die Art der begangenen Straftat eine Gefährdung oder Störung des Studienbetriebs besorgen lässt. 
Schließlich kann die Exmatrikulation erfolgen (Ermessen), wenn die Zahlung der Abgaben oder Entgelte nicht erfolgte. 